# Cotoname

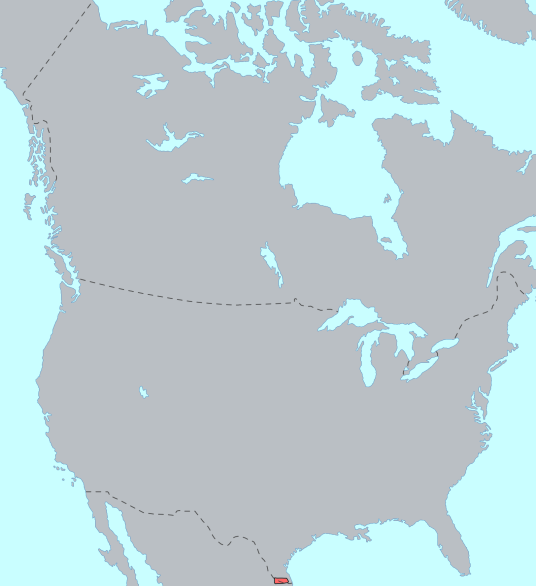
Verbreitungsgebiet von Cotoname

Cotoname (auch Carrizo de Camargo) ist eine ausgestorbene indigene Sprache in Nordamerika, die im Rio Grande Valley in Südtexas und Nordostmexiko gesprochen wurde.

## Dokumentation
Heute sind nur noch etwa 150 Wörter aus dem Cotoname bekannt. Jean-Louis Berlandier sammelte um 1829 104 Wörter in dieser Sprache. Weitere Cotoname-Wörter wurden 1886 von Albert S. Gatschet bei Sprechern des Comecrudo gesammelt.
Einige Beispielwörter aus dem Cotoname sind:
- a´x 'Wasser'
- bai´ 'schwarz, Nacht'
- da´-än 'Salz'
- gama´ro 'Hase'
- ko´x 'Bauch'
- o´ 'Sonne, Tag'
- pa´ma 'schreien'
- pa´we 'sitzen'
- ya´x 'süß'

## Sprachverwandtschaft
Cotoname wird manchmal mit anderen ehemals in Texas gesprochenen indigenen Sprachen in Verbindung gebracht. Schon Powell schlug vor, dass Cotoname mit Coahuiltekisch und Comecrudo verwandt ist. Zu Beginn des 20. Jahrhunderts fasste Swanton Cotoname als Teil einer größeren Sprachfamilie (Coahuiltekisch), die ihm zufolge u. a. auch Karankawa, Atakapa und Tonkawa umfasste. Edward Sapir verband Swantons Coahuiltekisch inklusive Cotoname mit den Hoka-Sprachen. Neuere Arbeiten von Ives Goddard, Lyle Campbell und Marianne Mithun gehen dagegen davon aus, dass Cotoname eine isolierte Sprache ist bzw. angesichts der schlechten Dokumentation der Sprache keine ausreichende Evidenz für eine Verwandtschaft zu anderen Sprachen vorliegt.